# كوبا بيرو 2018
كوبا بيرو 2018 (بالإسبانية: Copa Perú 2018)‏ هو موسم من كوبا بيرو ‏. فاز فيه نادي بيراتة ‏.